# Emil Reynier
Emil Reynier (* 11. Dezember 1836 in Nieder-Ingelheim; † 2. Februar 1928 in  Braunau am Inn) war ein deutscher Porträt- und Landschaftsmaler sowie Zeichner.

## Leben und Wirken
Reynier studierte an der Karlsruher Kunstschule und an der Akademie der Bildenden Künste München. Er lebte viele Jahre in Burghausen, war der Schwiegervater von Karl Schmoll von Eisenwerth und gehörte der Innviertler Künstlergilde an.

## Werke
Seine Werke sind im Kunsthandel gelistet:
- Bildnis der Frau des Künstlers
- Frauenbildnis
- Aus der Fremde heimkehrender Sohn (1871)
- Faust in der Studierstube (1878)
- Porträt eines Adeligen im Makartskostüm (1888)
- Bildnis eines bärtigen Mannes (1881)
- Mutter und Kind
- Port Magaud (1920)
- Herrenporträt mit Helm (1869)
- Die Wäscherin
- Frühlingsreigen (1909)
- Verliebtes Paar in Parklandschaft (1879)
- Die Zeitungsgasse in Wien (1870)[4]
- Büßende Magdalene
- Waldidyll
- Aus dem Bayerischen Hochland